# Ozatlán
El distrito de Ozatlán pertenece al municipio de Usulután Este en el departamento de Usulután; limitado al norte, por el distrito de Tecapán; al este y sudeste, por el distrito de Usulután; al sur por los distrito de Jiquilisco y parte de Usulután; al sudoeste por el distrito de Jiquilisco; al oeste, por eldistrito de San Francisco Javier. 
El área del distrito es de 50,22 km² que corresponde al 2.35% del área departamental, su perímetro es de 41,5 km.  De todo su territorio el 1.37% (0.69 km²) corresponde al área urbana y el 98.63% (49.53 km²) es área rural. La cabecera del distrito es la ciudad de Ozatlán situado a 218 m s. n. m., a 8,5 km al noroeste de la ciudad de Usulután.
Cuenta con diversos cantones de área de zona rural entre ellos están (las trancas, el delirio, el palmital, la breña, joya del pilar, la poza y el área urbana de la ciudad)

## Orígenes y etimología
Los vecinos del valle de San Buenita, de la jurisdicción de Usulután, solicitaron que se erigiera un municipio en dicho poblado. La petición mencionada tuvo eco en el seno de la Legislatura de 1890, pues el valle de San Buenita reunía todas las condiciones exigidas por la Ley para merecer el rango de pueblo. Así, durante la administración del general Francisco Menéndez y por Decreto Legislativo de 12 de marzo de 1890, el Valle de San Buenita se erigió en pueblo, con el nombre de Ozatlán. Este cambio de nombre es un caso insólito en nuestra historia, ya que lo usual es poner a las nuevas poblaciones en una denominación exótica o bajada de la corte celestial. Ozatlán, en idioma náhuat, significa "Lugar de Monos", de ozat, oz (om) at, mono, cuadrumano, y tlan, desinencia del lugar. También puede significar "Lugar de Aguas y Cuevas", de las raíces siguientes del náhuat: oz, oztoc, cueva, barranca; at, agua, río, y tlan, sufijo locativo.
- Datos: Q2842672